# Futsal Team Charleroi
Il Futsal Team Charleroi è un club belga di calcio a 5 con sede a Charleroi.

## Storia
Il Real Châtelineau viene rifondato nel 2005 dall'imprenditore italiano Aldo Troiani, emigrato in Belgio negli anni '70, che rileva il titolo sportivo dalla precedente proprietà. Espressione dell'omonimo sobborgo della città di Châtelet, cittadina a 10 km da Charleroi, la squadra militava allora in terza divisione. Nel biennio seguente, il Real Châtelineau ottiene due promozioni consecutive, approdando nella massima serie. Per ragioni di sponsorizzazione, nel 2009 assume la denominazione A&M Châtelineau mentre nel 2012 diventerà semplicemente Futsal Châtelineau. Nella stagione 2010-11 vince il primo titolo nazionale a cui faranno seguito, negli anni seguenti, altri due campionati (2012-13 e 2013-14), due Coppe nazionali (2011-12 e 2012-13), una Supercoppa del Belgio (2013) e una Coppa del Benelux (2012-13). Nel 2014 si trasferisce a Charleroi, assumendo la denominazione Futsal Team Charleroi.

## Palmarès

### Competizioni nazionali
- Campionato belga: 3
2010-11, 2012-13, 2013-14
- Coppa del Belgio: 3
2011-12, 2012-13, 2013-14
- Supercoppa del Belgio: 2
2013, 2014

### Competizioni internazionali
- Coppa del Benelux: 1
2012-13